# رابرت سسیل مارتین
رابرت سسیل مارتین (به انگلیسی: Robert Cecil Martin) (معروف به عمو باب)، یک مهندس نرم‌افزار و مؤلف آمریکایی است. او یکی از نویسندگان بیانیه توسعه چابک می‌باشد.
وی یک مؤسسه مشاوره با نام عمو باب ایجاد کرده‌ است که در آن ویدئوهایی از تجربیات و کتاب‌های خود را قرار داده است.